# 인도털북숭이발저빌
인도털북숭이발저빌(Gerbillus gleadowi)은 황무지쥐아과에 속하는 설치류의 일종이다. 파키스탄과 인도 북서부 지역에 주로 분포한다. 식물이 드문드문 있는 건조한 모래와 암반 시골 지역에서 서식한다. 서식하는 굴은 모래로 막혀 있기도 한다. 야행성 동물이며, 씨앗과 뿌리, 견과류, 풀, 곤충 등을 먹는다. 연중 번식을 한다. 임신 기간은 약 20~22일이며, 털이 나지 않은 상태의 평균 4~5마리의 새끼를 낳는다. 새끼는 생후 16~20일경에 눈을 뜨고, 약 1개월가량 젖을 먹는다.